# محطة عدلي منصور المركزية
محطة عدلي منصور المركزية أو محطة عدلي منصور التبادلية هي محطة ركاب تبادلية تقع في حي السلام شرق العاصمة المصرية القاهرة، على مساحة 15 فدان (60702 م²)، افتتحها الرئيس المصري عبد الفتاح السيسي في 3 يوليو 2022، سُميت بهذا الاسم نسبة إلى الرئيس المصري السابق عدلي منصور، تضم المحطة مجمع نقل متكامل الخدمات، وكذلك منطقة تجارية استثمارية، كما يتقابل فيها خمسة وسائل نقل مختلفة.
يحدها من الشمال طريق القاهرة - الإسماعيلية الصحراوي والطريق الدائري، ومن الجنوب ورش إصلاح الخط الثالث ويحدها شرقا الطريق الدائري وأرض ملك القوات المسلحة المصرية، ومن الغرب أرض ملك وزارة الطيران المدني، تضم خمسة محطات؛ محطة نهائية للخط الثالث لمترو أنفاق القاهرة بمساحة 3700 م²، محطة نهائية للقطار الكهربائئ الخفيف بمساحة 6400 م²، محطة نهائية لخط سكك حديد السويس بمساحة 6200 م²، محطة أتوبيسات سوبر جيت بمساحة 6070 م²، وساحة انتظار سيارات بسعة 400 سيارة.

## وسائل النقل
يتبادل في محطة عدلي منصور المركزية خمسة وسائل نقل مختلفة هي:
- المحطة النهائية للخط الثالث من مترو أنفاق القاهرة.
- المحطة النهائية للقطار الكهربائي الخفيف LRT.
- المحطة النهائية لخط سكك حديد مصر القاهرة - السويس.
- محطة أتوبيس ترددي.
- محطة حافلات شركة الاتحاد العربي للنقل البري والسياحة سوبر جيت.

## وصلات خارجية
- فيديو افتتاح محطة عدلي منصور المركزية من موقع يوتيوب.